# Белл хукс
Глория Джинн Уоткинс (англ. Gloria Jean Watkins), известная под псевдонимом белл хукс (англ. bell hooks; 25 сентября 1952 — 15 декабря 2021) — американская писательница, феминистка и социальная активистка.

## Биография
Родилась в 1952 году, семья принадлежала к рабочему классу, училась в школе для чернокожих. Окончила Стэнфордский университет, магистратуру прошла в Висконсинском университете в Мадисоне. В 1983 получила докторскую степень по литературе, защитив диссертацию по творчеству Тони Моррисон. За семь лет до этого, работая учительницей, Глория Уоткинс выпустила свой первый сборник стихотворений And There We Wept (1978), впервые используя псевдоним белл хукс (англ. bell hooks), который взяла в честь своей прабабушки по материнской линии Белл Блер Хукс (англ. Bell Blair Hooks). Чтобы люди придавали больше внимания её идеям, а не идентичности, она намеренно писала свой творческий псевдоним строчными буквами.
Первая публицистическая работа белл хукс, «Разве я не женщина?» (Ain’t I a Woman?), увидела свет в 1981 году. В 1984 году белл хукс публикует книгу «Феминистическая теория: от края к центру» (Feminist Theory: From Margin to Center), в которой разбирает системный подход к борьбе с угнетением. В работе раскрываются основные идеи теории интерсекциональности, которую в 1989 году разработает Кимберли Креншоу.
В 1989 году выходит одна из ключевых работ белл хукс, «Феминизм для всех: страстная политика» (Feminism is for Everybody: Passionate Politics). В ней хукс определяет феминизм как движение «за прекращение сексизма, сексистской эксплуатации и угнетения». Она называет такое определение наиболее точным и понятным: «в нём ясно сказано, что движение не направлено против мужчин. Это дает понять, что проблема в сексизме».
В своих феминистских публикациях белл хукс концентрируется прежде всего на взаимосвязи между расовым, классовым и гендерным угнетением. Её работы оказали значительное влияние на становление концепта интерсекциональности. Ей принадлежат также книги по истории, социально-культурологические работы на тему сексуальности, романтической любви, искусства и масс-медиа, написанные с постмодернистских позиций, критические публикации о современной системе школьного образования и художественные произведения.

### На русском
Книги
- белл хукс. Все о любви / пер. с англ. О.С. Захватовой. — М.: АСТ, 2021. — 304 с. — ISBN 978-5-17-138770-9.

Статьи
- белл хукс. Феминистская теория: от края к центру // Антология гендерной теории / пер. с англ. О. Рябкова. — Минск: Пропилеи, 2000. — С. 236—254. — ISBN 985-6329-32-9.
- белл хукс. Наука трансгрессировать. Образование как практика свободы // Введение в гендерные исследования Ч. II: Хрестоматия / под ред.  С.В. Жеребкина. — Харьков—СПб.: ХЦГИ—Алетейя, 2011. — С. 48—62. — ISBN 5-89329-422-Х.
- белл хукс. Черные женщины: формирование феминистской теории // Введение в гендерные исследования Ч. II: Хрестоматия / под ред. С.В. Жеребкина. — Харьков—СПб.: ХЦГИ—Алетейя, 2001. — С. 929—945. — ISBN 5-89329-422-Х.